# Nils Conrad Kindberg
Nils Conrad Kindberg (født 7. august 1832 i Karlstad, død 23. august 1910 i Uppsala) var en svensk pædagog og botaniker, der især beskæftigede sig med mosser.
Mos-slægten Kindbergia er opkaldt efter Nils Conrad Kindberg. I forbindelse med et botanisk navn benyttes Kindb. som standardforkortelse (autornavn).